# Ali Bolaghi (Azerbaïdjan de l'Est)
Pour les articles homonymes, voir Ali Bolaghi.
Ali Bolaghi (en persan : علي بلاغي, également romanisé en ‘Alī Bolāghī ; aussi appelé Ali-Bolag, Ali Bulagh et ‘Ali Bulāq) est un village de la province de l'Azerbaïdjan de l'Est, en Iran. Il est rattaché à la préfecture de Khoda Afarin.
Lors du recensement de 2006, le village compte 61 habitants, répartis en 9 familles.